# Мелисандра
Мелисандра (англ. Melisandre) — персонаж серии фэнтези-романов «Песнь Льда и Огня» американского писателя Джорджа Мартина. Является одним из центральных персонажей (ПОВ) серии, от лица которого ведётся часть глав романов. Появляется в книгах «Битва королей» (1998) и «Буря мечей» (2000), а в книгах «Танец с драконами» (2011) и «Ветра зимы» является центральным персонажем.
Жрица Р’глора, вера в которого распространена в Эссосе, Мелисандра, подобно прочим адептам огненного бога света, обладает серьёзными магическими способностями, способна предсказывать будущее и практикует некромантию. Всё это она использует для насаждения веры во Владыку света в землях Вестероса, сумев убедить в своей правоте короля Станниса Баратеона.
В телесериале «Игра престолов» роль Мелисандры играет нидерландская актриса Карис ван Хаутен. В сериале Мелисандра впервые появляется во втором сезоне и является основным персонажем.

## Роль в сюжете[2]

### Ветра зимы
Во 2 серии 6 сезона сериала Мелисандра воскресила Джона Сноу. Вероятно то же самое произойдёт и в данной книге.

## В экранизации
В книге Мелисандры не было рядом со Станнисом во время похода на Винтерфелл, она осталась в Чёрном замке. Красная жрица постоянно предупреждала Джона о надвигающейся опасности и «клинках в темноте», но тот не воспринял её предупреждения всерьез.

#### Второй сезон
В сериале отсутствует линия с Кортни Пенрозом, поэтому сир Давос везёт Мелисандру на материк для устранения Ренли Баратеона.

#### Третий сезон
В третьем сезоне Мелисандра прямо говорит Станнису о том, что зачатие очередной тени может быть для него убийственным, и поэтому она отправляется на поиски королевской крови в остальной Вестерос, явно увидев в пламени новость о живом бастарде Роберта — Джендри, который в сериале выполняет ещё и функции Эдрика Шторма.

#### Четвёртый сезон
В начале 4 сезона она пыталась переманить в рглорианскую веру Ширен, сожгла родственника королевы Селисы сира Алестера Флорента. В своих покоях приняла Селису, которую уговорила взять Ширен с собой на Стену. В конце 4 сезона прибыла вместе со Станнисом Баратеоном и его силами в Чёрный замок и стала свидетельницей сожжения мейстером Эйемоном тел мёртвых братьев Ночного дозора.

#### Пятый сезон
В пятом сезоне Мелисандра откровенно предлагает себя Джону, но Джон отказывает под предлогом своей клятвы и после Мелисандра отправляется со Станнисом в поход на Винтерфелл. Она уговаривает Станниса принести Ширен в жертву, дабы Р'Глор прекратил метель, но едва она заканчивается, из войска происходит массовое дезертирство, а королева Селиса вешается. Сама Мелисандра, видимо, увидев в огне поражение своего короля, бежит в Чёрный замок. На вопросы Джона Сноу и Давоса Сиворта она, сломленная поражением, не отвечает ничего.

#### Шестой сезон
В самом начале 6 сезона показано то, что Мелисандра прячет с помощью магии свои настоящий возраст и человеческий облик. Она потеряла веру в Р'Глора после поражения Станниса и гибели Джона Сноу. Вернула Джона Сноу к жизни. Обнаружила ожившего Джона Сноу и сообщила ему, что он — истинный Азор Ахай. Стала свидетельницей казни участников заговора против Джона Сноу. От Бриенны узнала о гибели Станниса. Приняла участие в военном совете в Чёрном замке. Отправилась с Джоном Сноу, Давосом Сивортом, Тормундом и Сансой Старк на переговоры с северными лордами. Отправилась в поход на Винтерфелл. Отказала Джону Сноу в просьбе не возвращать его из мёртвых, в случае если он погибнет в Битве бастардов. После Битвы бастардов стала свидетельницей смены знамён Болтонов на знамёна Старков в Винтерфелле, что она и предсказывала Станнису в 10 серии 5 сезона. Была вынуждена оправдываться перед Джоном Сноу и Давосом Сивортом за сожжение Ширен Баратеон. В самом конце 6 сезона была изгнана Джоном Сноу из Винтерфелла под угрозой гибели.

#### Седьмой сезон
В начале 7 сезона встретилась с Дейенерис на Драконьем камне и посоветовала ей призвать Короля Севера Джона Сноу. Во время прибытия Джона и Давоса на Драконий камень беседовала с Варисом. Предсказала Варису, что они оба умрут в Вестеросе.

#### Восьмой сезон
В финальном сезоне Мелисандра прибывает в Винтерфелл. Мелисандра помогает воинам с помощью магии огня. Напоминает Арье, что она должна убить Короля ночи. После завершения битвы снимает своё ожерелье и умирает.